# 小行星4020
小行星4020（英語：4020 Dominique）是一颗围绕太阳公转的小行星。1981年3月1日，舒爾特·巴斯在赛丁泉山发现了此天体。
这颗小行星的绝对星等为178.0261833092082等。